# Fontenille-Saint-Martin-d'Entraigues
Fontenille-Saint-Martin-d'Entraigues é uma comuna francesa na região administrativa da Nova Aquitânia, no departamento de Deux-Sèvres. Estende-se por uma área de 15,11 km². Em 2010 a comuna tinha 546 habitantes (densidade: 36,1 hab./km²).